# 镜子之家
《镜子之家》是三岛由纪夫于1959年创作的长篇小说。

## 故事概要
小说主要讲述女主人公镜子及其四名青年好友。五位主角构成了五条故事线，都叙述了他们厌恶世俗，守护自身价值并失败的故事。

## 主要人物
友永镜子
镜子继承了家族的地产，因与入赘丈夫性情不合而将他赶出家门，独自一人抚养女儿真砂子。鏡子性格刚强，不怨让自己的生活有世俗的模样。她經常邀請形形色色的人造訪自己的家，尤其交好峻吉、清一郎、收和夏雄四人。她將自己的團體稱作“鏡子之家”。
深井峻吉
峻吉在大学时加入了拳击部，立志成为职业拳击手。在参加了几次业余比赛后被八代拳击俱乐部的松方和拳击爱好者花冈相中，大学毕业后加盟了八代俱乐部。峻吉在出道战中击败了前次轻量级冠军。但就在拿到金腰带的当天发生了意外，导致峻吉再也不能拳击。
杉本清一郎
清一郎十分年轻，但在山川物产中深受上司喜爱。清一郎有一套独特的价值观，认为世界终将毁灭。十分中意他的库崎副社长招他入赘，并送夫妻二人至美国分公司工作。虽然清一郎表面是一个擅长社交，有上进心的企业人，但他的内心充斥着厌世思想。
舟木收
收是一名英俊的舞台剧演员。他性格十分孤傲，满足于他人对自己身体的赞美。收在健身房锻炼了半年，收获了健美的身材；正当满足之时，他却发现自己没能当上新剧的主演。单身母亲经营着一家生意红火的咖啡馆，不想开店时的贷款利息已经积微成著。上门催债的社长秋田发现美貌的收，要求他陪伴自己来解除债务。
夏雄
夏雄是一名擅長繪畫的青年。當自己的一幅繪畫在畫展上展出後，他收穫了一定的名聲。然而來到富士山寫生時，他目睹了山腳林海變幻的神秘景象，在神秘主義人士中橋房江的引導下，夏雄放下繪畫操起了神秘學。
秋田清美
发放高利贷的信贷公司的女社长。她故意不及时收债，当利息涨高后便派出暴力分子催讨，自称有许多家庭因她自杀。
库崎藤子
清一郎的妻子。她认为清一郎是一个野心家而爱慕他，但事实并非如此。初到纽约之时，她苦于交不到朋友，並發覺丈夫對她不夠重視。
山川夫人
清一郎在美国结识的中年女子，是日本人交流会会长，社交界的明星。清一郎发觉她是一个和镜子十分相像的人。